# Jaymar Johnson
Jaymar Johnson (* 10. Juli 1984 in Gary, Indiana) ist ein ehemaliger US-amerikanischer American-Football-Spieler auf der Position des Wide Receivers. Er spielte bei den Minnesota Vikings in der National Football League (NFL).

## Karriere

### College
Johnson besuchte die Jackson State University, wo er für die dortige College-Football-Mannschaft, die Jackson State Tigers, spielte. In seiner ersten Partie traf er auf das Team der Alabama State University, wo seinerzeit sein späterer Teamkollege Tarvaris Jackson auflief. Er entwickelte sich zu einer wichtigen Stütze seines Teams und absolvierte die letzten drei Spielzeiten jede Partie. Er war der erste gedraftete Spieler der Jackson State University seit acht Jahren.

### NFL
In der NFL Draft 2008 wählten die Minnesota Vikings Johnson als 193. Spieler in der vorletzten Runde aus. Während der Vorbereitung wurde er aus der Mannschaft entlassen, kehrte jedoch kurze Zeit später wieder zurück. Dennoch stand er in seinem Rookie-Jahr hauptsächlich im Practice Squad. 2009 feierte Johnson sein Debüt gegen die Green Bay Packers. Vor der Saison lobte Coach Brad Childress seine Einstellung, da er auf Wunsch der Trainer acht Kilo zulegte.